# 劉伯壎 (乾隆進士)
刘伯壎（?—?），直隶任邱县人，清朝政治人物、進士出身。
乾隆十六年（1751年）辛未科进士。乾隆三十五年（1770年）接替锺光豫任江苏松江府知府一职，同年由刘垿接任。